# 麻雀館
麻雀館是一個供客人進行麻將耍樂的娛樂場所。

## 香港麻雀館

### 歷史

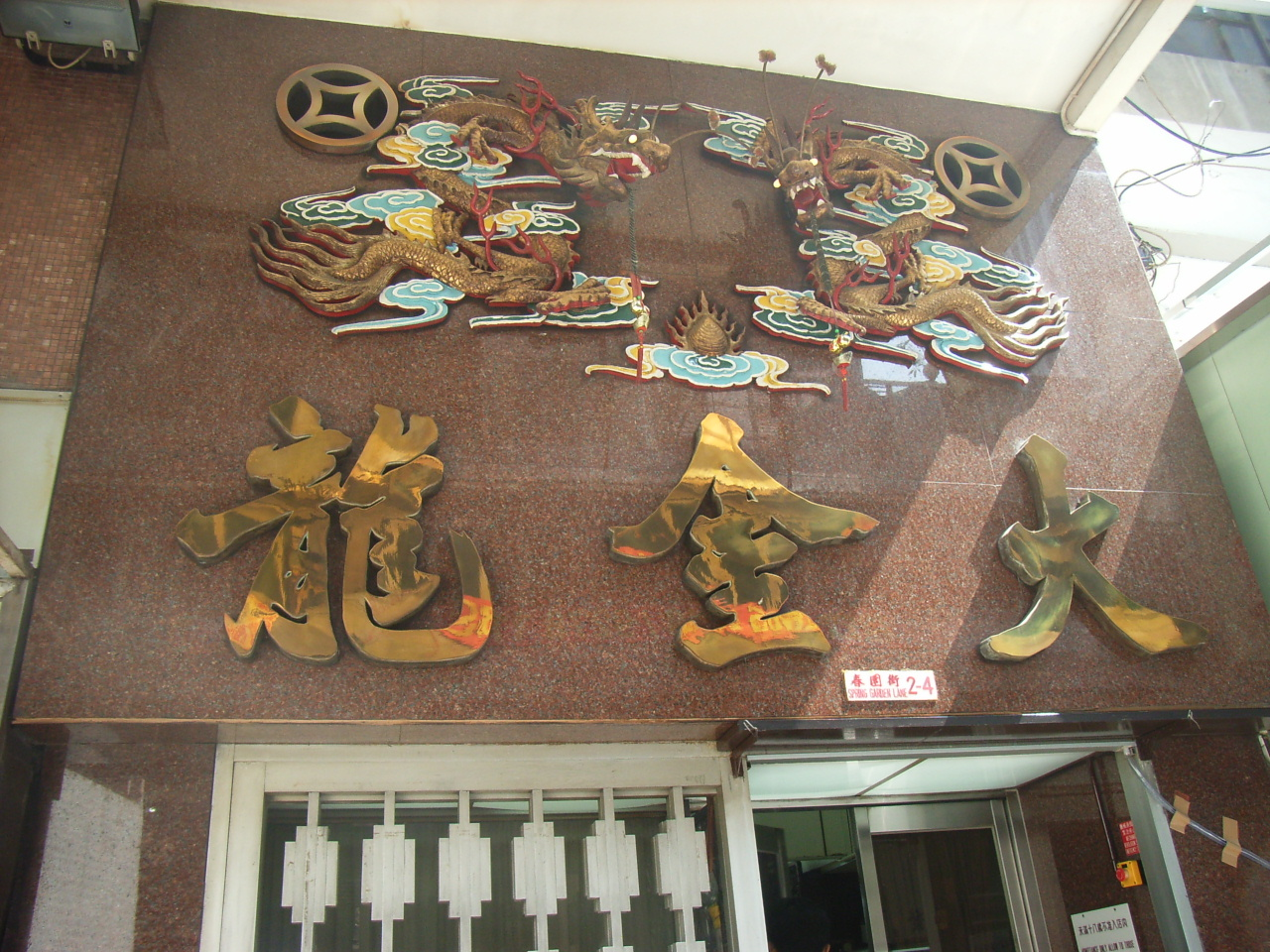
香港灣仔的一間麻雀館

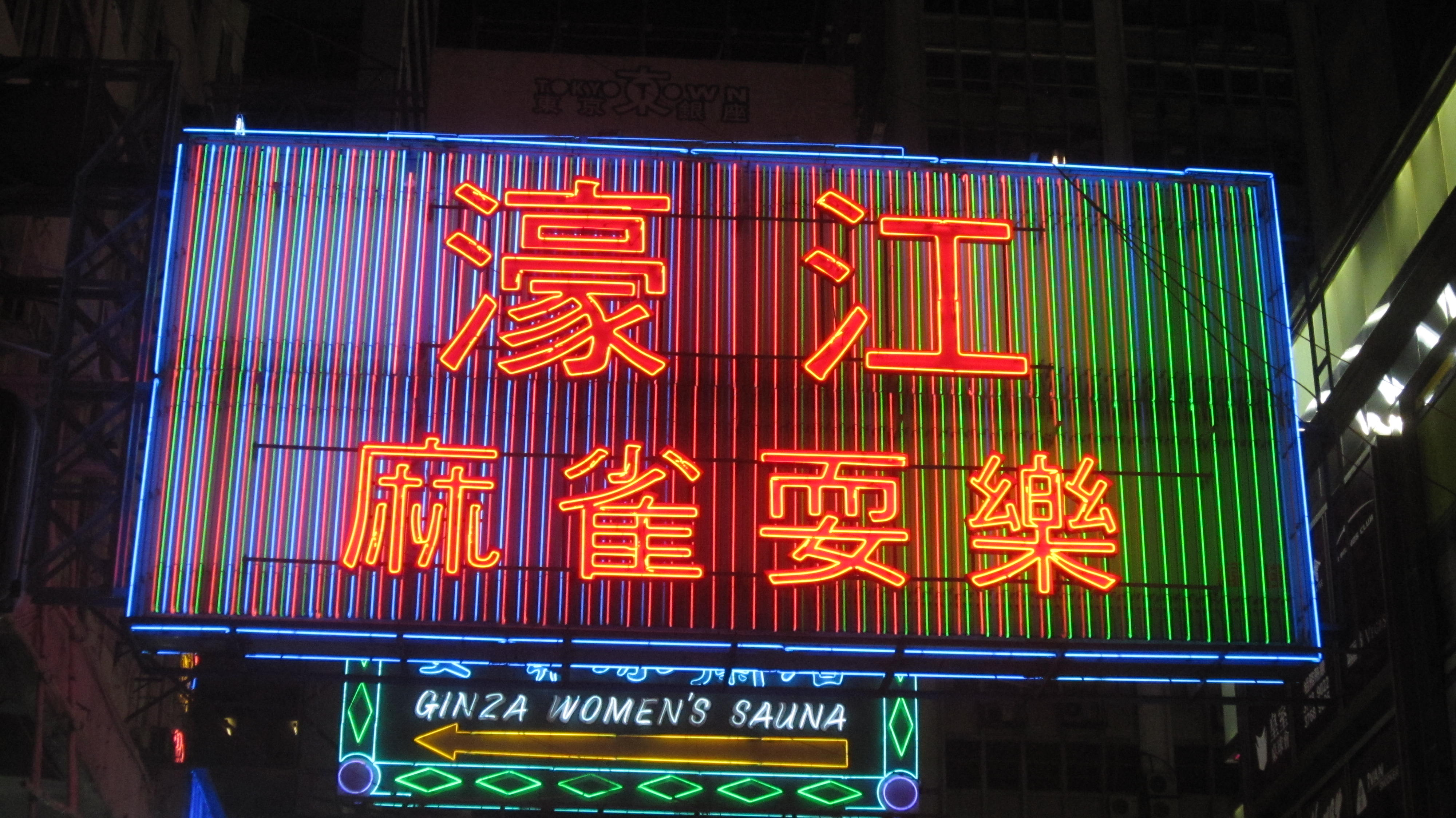
位於旺角一間麻雀館的霓虹燈招牌

麻將一直以來是中國人的傳統社交活動。香港在1841年由英國管治，1871年，香港政府下令禁止賭博活動，所有賭館禁止營業，但打麻雀是粵人的應酬消閒娛樂，是故麻雀館則獲有限制保留。
第二次世界大戰後，政府於1956年規定麻雀館必須向警察牌照課申請才可以經營，而因為麻將共有144隻牌，政府便發出144個牌照。由於法例上禁止賭博，因此麻雀館牌照的英文名需要易名為「麻雀學校」（Mahjong school）。
警察牌照課發出的牌照給與個別人士，是個人持有形式，沒有限期，可以承繼。現時改由影視處管理，如果轉換持牌人的話，加上期限及其他條例。所以麻雀館牌照將會越來越少。

### 現況
現時，麻雀館的牌照名為「麻將／天九牌照」，由民政事務局簽發，牌照持有人只可在指定地點及時間（中午12時至晚上12時）經營麻雀館。2006年，香港約有60間麻雀館營業，大部份開設於旺角、油麻地、灣仔、及北角，另外有少部分位於青山道及荃灣舊區等地區。
香港政府建議在2009年在香港所有娛樂場所，包括食肆、酒吧、卡啦OK及麻雀館等禁止吸煙，一度引起麻雀館業界的反對。
麻雀館主要靠「抽水」獲得收入。現在的麻雀館以服務吸引顧客，包括供應茶水，甚至送利市等，亦以閉路電視監察客人有否進行出千及其他不法行為，保障客人的利益及安全。
香港的麻雀館又寫「蔴雀館」，亦會稱「竹館」。

## 日本麻雀館
日本的麻雀館稱為「雀莊」（雀荘，じゃんそう）。

## 外部連結
维基共享资源上的相關多媒體資源：麻雀館